# Borgo Carige
Borgo Carige is een plaats (frazione) in de Italiaanse gemeente Capalbio.
Het dorp ontstond in de jaren vijftig van de twintigste eeuw tijdens de landhervorming.
In het noorden ligt de wijk Carige Alta (Upper Carige).

## Bezienswaardigheden
- De kerk van Cuore Immacolato, parochiekerk van Borgo Carige, werd gebouwd in 1956, ingewijd in 1958 en ontworpen door Riccardo Medici. Het wordt geleverd in een neoromaanse stijl.